# Paramulona nephalistis
Paramulona nephalistis är en fjärilsart som beskrevs av George Francis Hampson. Paramulona nephalistis ingår i släktet Paramulona och familjen björnspinnare. Inga underarter finns listade i Catalogue of Life.